# فيت كونغ (لعبة فيديو)
فيت كونغ هي لعبة فيديو تكتيكية من نوع تصويب منظور الشخص الأول أصدرت عام 2003 وتم تطويرها من قبل Pterodon بالتعاون مع إليوجن سوفت وورك ونشرت عن طريق Gathering of Developers لتعمل في أنظمة مايكروسوفت ويندوز. تم تعيين اللعبة خلال حرب فيتنام في عام 1967.
تم إصدار حزمة توسعة Vietcong: Fist Alpha عام 2004 وتم تجميعها مع لعبة فيت كونغ تحت مسمى Vietcong: Purple Haze للكمبيوتر الشخصي، تم إصدارها عام 2004 لـ بلاي ستيشن 2 وإكس بوكس. وتم إصدار إضافة أخرى بعنوان Red Dawn كمحتوى مجاني قابل للتنزيل،  كما يتبع اللعبة تكملة بعنوان فيت كونغ 2 أصدرت عام 2005.
تحتوي اللعبة أيضًا على وضع اللعب الجماعي محليًا وعبر الإنترنت والذي يدعم ما يصل إلى 64 لاعبًا في كل مباراة. تم استضافة خوادم اللوبي عبر الإنترنت من قبل GameSpy Arcade الذي تم إيقافه الآن.

## القصة
يأخذ اللاعب دور الرقيب من الدرجة الأولى ستيف ر. هوكينز، المكلف بمعسكر القوات الخاصة الأمريكية («القبعات الخضراء») في موقع استراتيجي (نوي بيك) في جنوب فيتنام بالقرب من الحدود الكمبودية. ينفذ هوكينز وفريقه A-series سلسلة من المهام المختلفة ضد القوات الفيتنامية فيت كونغ وفيتنام الشمالية. تنتهي المباراة بهجوم هائل من الفيتناميين الشماليين على معسكر قاعدة الفريق الذي تم التخلي عنه في نهاية المطاف من قبل جميع القوات الأمريكية. الهجوم البري على نوي بيك هو إعادة تصميم للهجوم البري الذي حدث في معسكر القوات الخاصة.

## أسلوب اللعب
الفيتكونغ يشارك اللاعب في العمليات العسكرية ضد فيت كونغ ثم الجيش الفيتنامي الشمالي لاحقًا. بعض المستويات خطية للغاية، في حين أن البعض الآخر يحدث في بيئات خارجية أكثر انفتاحًا، مما يسمح بمزيد من الحرية التكتيكية. تتطلب المهمات عادةً من اللاعب تخريب مخابئ الأسلحة أو ببساطة مسح مناطق الأعداء - عادةً لا يلزم تحقيق جميع الأهداف لإكمال المهمة. تدور طريقة اللعب في الغالب حول القتال المفتوح في الغابة والأنفاق والمواقع الأخرى النموذجية للإعداد، ولكن يتعين على اللاعب أحيانًا اجتياز ممرات أطول دون مواجهة أعداء تشكل خلالها حفر البنجي والفخاخ الأخرى التهديد الرئيسي.
عادةً ما يكون اللاعب في لعبة الرماة التكتيكية مصحوبًا برفاق يتحكم فيه الذكاء الاصطناعي. كل من زملائه الجنود هو شخصية فريدة لا يسمح لها بالموت وتؤدي دورًا محددًا في الفريق. على سبيل المثال، يمكن لرجل النقطة أن يقود الفريق بأمان نحو الهدف، وتجنب أي أفخاخ وتحذير لاعب الأعداء مقدمًا، بينما يحمل مهندس القتال إمدادًا غير محدود من الذخيرة للاعب. بشكل افتراضي، يتبع الفريق ببساطة شخصية اللاعب وينخرط في الإرادة ولكن يمكن إعطاء الأوامر العامة مثل مهاجمة العدو أو التراجع. يمكن أيضًا استدعاء الزملاء الجنود بشكل فردي إلى موقع شخصية اللاعب.

## الاستقبال

### مبيعات
حضيت اللعبة بشعبية كبيرة في البلد المنشأ للعبة جمهورية التشيك، وكانت الفيت كونغ تم تصويت لها 3 كأفضل ثالث لعبة فيديو وضعت في جمهورية التشيك وسلوفاكيا في استطلاع أجرته مزودات الويب BonusWeb في التشيك حيث تلقت 1393 صوتا من أصل 13143 كما لكل قارئ أن يختار ثلاث ألعاب للتصويت.

### التعليقات والجوائز
| استقبال |        |
| --- | ------ |
| مجموع النقاط المجموع نقاط ميتاكريتيك 74/100 [ 3 ] نتائج المراجعة نشرة نقاط كمبيوتر غيمنغ ورلد [ 4 ] إدج 5/10 [ 5 ] يورو غيمر 7/10 [ 6 ] غيم ريفولوشن C+ [ 7 ] غيم سبوت 7.9/10 غيم سباي [ 8 ] غيم زون 8/10 [ 9 ] آي جي إن 7/10 [ 10 ] بي سي فورمات 87% [ 11 ] بي سي غيمر (الولايات المتحدة) 70% [ 12 ] مكسيم 8/10 [ 13 ] |        |
| مجموع النقاط |        |
| المجموع | نقاط   |
| ميتاكريتيك | 74/100 |
| نتائج المراجعة |        |
| نشرة | نقاط   |
| كمبيوتر غيمنغ ورلد | [ 4 ]  |
| إدج | 5/10   |
| يورو غيمر | 7/10   |
| غيم ريفولوشن | C+     |
| غيم سبوت | 7.9/10 |
| غيم سباي | [ 8 ]  |
| غيم زون | 8/10   |
| آي جي إن | 7/10   |
| بي سي فورمات | 87%    |
| بي سي غيمر (الولايات المتحدة) | 70%    |
| مكسيم | 8/10   |

تلقت اللعبة تقييمات «متوسطة» وفقًا لموقع تجميع المراجعة Metacritic.
منحتها غيم سبوت جائزة لعبة الشهر لشهر أبريل 2003.
حصلت الفيت كونغ على ثامن أفضل لعبة كمبيوتر لعام 2003 من قبل مجلة Computer Games Magazine. كتب المحررون أن «الواجهة تبدو أشبه بإطلاق النار من مسدس والتفاعل مع البيئة أكثر من أي شخص أول مطلق النار على الإطلاق».

## روابط خارجية
- Pterodon والفيتكونغ الموقع الرسمي
- فيت كونغ على موبي غيمز